# Crypte Saint-Amadour
 (juillet 2021).
La crypte Saint-Amadour est une église ancienne constitutive de la cité religieuse de Rocamadour dans le Lot en France.

## Localisation
La crypte est située au flanc de la falaise du canyon de l'Alzou au sein du sanctuaire Notre-Dame sur la commune de Rocamadour dans le Lot, en France. En face de l'escalier des pèlerins, sur l'esplanade, un autre mène à l'église inférieure ou crypte Saint-Amadour.

## Historique
Dès le XIIe siècle, Rocamadour possède une vierge romano-gothique dans un petit sanctuaire, l'église Sainte-Marie ou Notre-Dame. Géraud d’Escorailles, abbé de Saint-Martin-de-Tulle et qui a la charge du site, entreprend de 1152 à 1188, à y développer le pèlerinage marial, notamment en attirant les pèlerins qui convergent vers Compostelle. Rocamadour et le Quercy sont à cette époque dans la sphère d'influence des Plantagenêt. Henri II Plantagenêt vient à Rocamadour en 1159 et 1170.
En 1166, un corps en parfait état de conservation à proximité est miraculeusement découvert en creusant la tombe d’un défunt. Attribuée à saint Amadour, un ermite qui ne serait autre que Zachée disciple de Jésus, il est déposé dans l'actuelle crypte. Les miracles s'accumulent : 126 sont authentifiés et inscrits dès 1172. Les pèlerins accourent de toute l’Europe. En 1244, Saint Louis et sa mère Blanche de Castille y viennent prier Notre-Dame. 
En 1562, pendant les guerres de Religion, les Huguenots pillent et brûlent le sanctuaire, n'épargnant pas les reliques du saint. Les habitants sauvent des flammes quelques os qu'ils enferment dans un reliquaire resté caché pendant plusieurs années. Réduit à une dimension locale aux siècles suivants, le pèlerinage périclite et les procès-verbaux révolutionnaires notent la ruine des bâtiments qui ne sont restaurés à l'initiative des évêques de Cahors qu'à partir de 1842. 
Avec l'ensemble du site, la crypte bénéficie de nombreuses protections : elle est inscrite au patrimoine mondial de l'Unesco et classée monuments historiques. En 2013, le sanctuaire a célébré son millénaire au cours d'une grande année jubilaire.

## Architecture et description

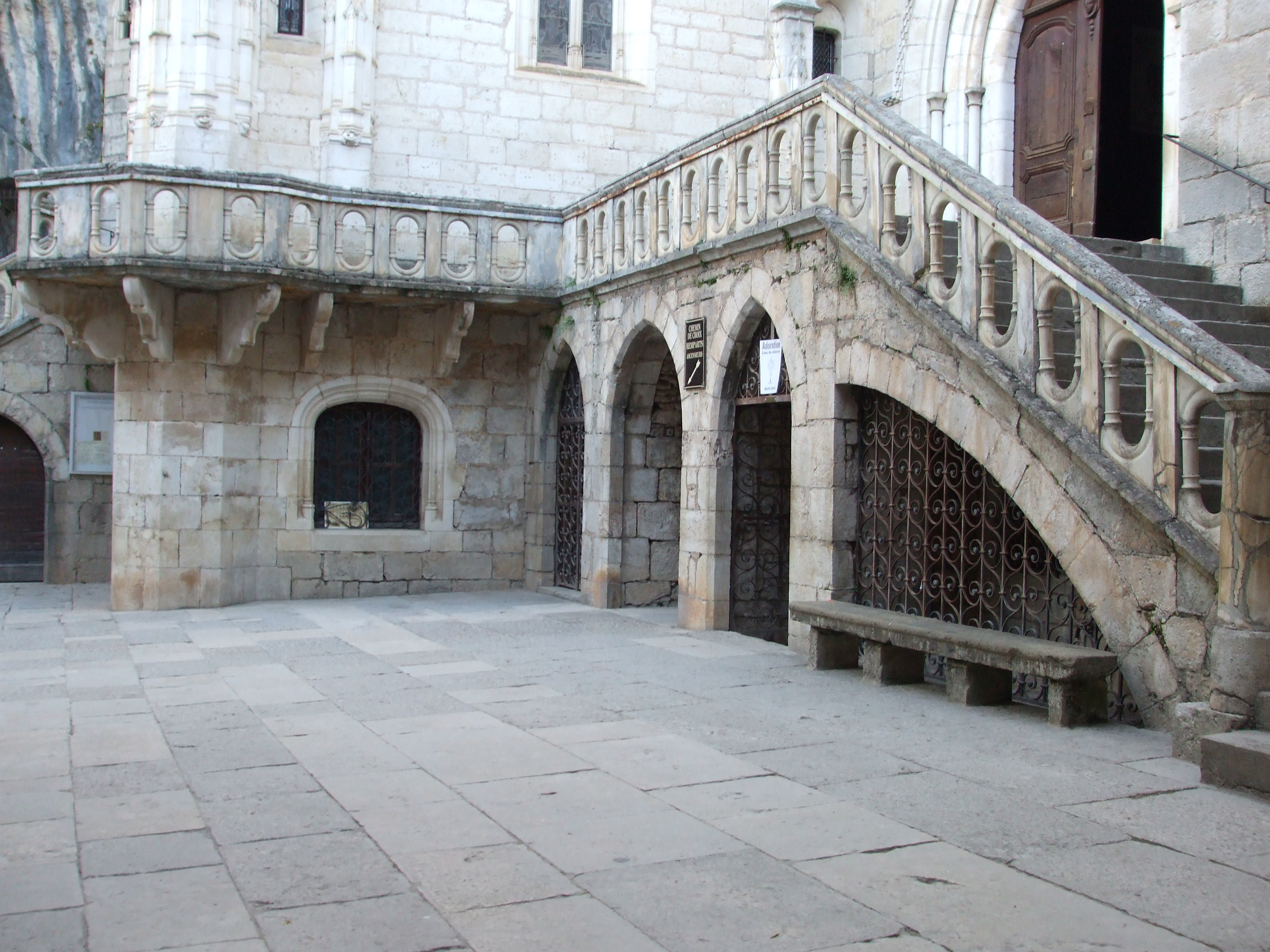
L'accès à la crypte

La crypte est une simple nef unique du XIIe siècle à fond plat de pur style roman, sans transept ni abside, divisée en deux travées voûtées avec des arcs diagonaux par un énorme arc-doubleau. Les angles sont occupés par des colonnes surmontées de chapiteaux épannelés. 
Construite à l'époque romane afin d’agrandir la terrasse puis de soutenir les nouveaux bâtiments, elle n'a été que peu remaniée en 1858 : le restaurateur de Rocamadour, l'abbé Chevalt, s'est limité au grattage des badigeons pour plâtrer les murs. Depuis ceux-ci ont été de nouveau mis à nu pour laisser apparaître la maçonnerie.

## La légende de saint Amadour
La légende populaire veut que le saint ermite Amadour soit le Zachée du Nouveau testament qui aurait ramené de Terre Sainte la statue de la Vierge Noire sculptée par saint Luc l'évangéliste. Ce sont ses restes qui auraient été retrouvés intact à proximité au XIIe siècle lors du creusement d'une tombe. Déposés alors dans la crypte ils s'y seraient conservés jusqu'à leur profantion par les Huguenots au XVIe siècle,.